# Giorgi K'vinit'adze
Giorgi K'vinit'adze (in georgiano გიორგი კვინიტაძე?; in russo Георгий Иванович Квинитадзе?, Georgij Ivanovič Kvinitadze; Daghestan, 21 agosto 1874 – Chatou, 7 agosto 1970) è stato un generale georgiano che passò da ufficiale dell'esercito imperiale russo a comandante in capo della Repubblica Democratica di Georgia.
Dopo l'invasione della Georgia da parte dell'Armata Rossa, K'vinit'adze andò in esilio in Francia, dove scrisse le sue memorie sugli eventi del 1917-1921 in Georgia.

## Biografia
Nato nella famiglia di un colonnello dell'esercito russo nel 1874, K'vinit'adze entrò nel corpo dei cadetti di Tbilisi nel 1884, e continuò poi la sua istruzione militare alla Scuola di fanteria di San Costantino di San Pietroburgo, dove si diplomò nel 1894, ricevendo l'incarico di un podporučik nel 153º reggimento di fanteria di Vladikavkaz. Prestò poi servizio nella Polonia russa. Durante la guerra russo-giapponese (1904-1905) K'vinit'adze fu promosso a capitano. Nel 1910 si diplomò all'Accademia di stato maggiore e fu inviato al quartier generale del distretto militare caucasico.

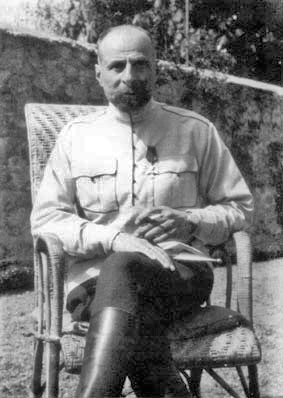
Giorgi K'vinit'adze negli ultimi anni dell'Impero russo

Durante la prima guerra mondiale, nel 1916, K'vinit'adze fu promosso colonnello e nominato capo di stato maggiore della 4ª divisione caucasica di fucilieri. Dopo la rivoluzione russa del 1917, K'vinit'adze, divenuto maggiore generale, prestò servizio come viceministro della guerra per il governo federale transcaucasico prima di diventare comandante in capo dell'esercito della Georgia resasi indipendente nel 1918. Si dimise poco dopo a causa del suo disaccordo con la leadership menscevica del paese. Nello stesso anno, tuttavia, tornò al servizio militare in qualità di capo di stato maggiore durante la guerra con l'Armenia. Nel 1919 comandò le truppe georgiane che sconfissero i rivoluzionari musulmani nella provincia di Akhaltsikhe e occupò, il 20 aprile 1919, la città di Artvin, fino ad allora controllata dai turchi. Contribuì a fondare una scuola militare a Tbilisi in cui servì come comandante prima di essere nuovamente nominato comandante in capo dell'esercito georgiano all'inizio di maggio 1920, quando i bolscevichi tentarono un colpo di stato. Si trovava ancora sul posto quando i bolscevichi assalirono la scuola militare come premessa a un colpo di stato. K'vinit'adze, con i suoi cadetti, oppose una forte resistenza e difese con successo l'edificio. Giorni dopo, a capo dell'esercito georgiano, respinse un tentativo delle truppe russe sovietiche di penetrare dall'Azerbaigian. Durante l'invasione della Georgia da parte dell'Armata Rossa nel 1921, fu riconfermato comandante in capo. Dopo la sconfitta della Georgia nella guerra nel marzo 1921, K'vinit'adze partì per la Francia, dove lavorò prima come impiegato per la Pathé Records e poi gestì una piccola impresa che produceva matsoni, un prodotto caseario caucasico. Morì a Chatou nel 1970 e fu sepolto nel cimitero di Leuville-sur-Orge. I resti di K'vinit'adze furono seppelliti con tutti gli onori militari al Pantheon Mtatsminda a Tbilisi il 26 maggio 2021.

## Vita privata
Nel 1911, K'vinit'adze sposò la principessa Mariam Makashvili (28 agosto 1889-27 aprile 1960). Ebbero tre figlie: Ida, Tamar e Nino. Ida (nata nel 1912) sposò (1943) il generale emigrato georgiano Giorgi Chkheidze (1907–1970). Tamar (nata nel 1913) sposò (1938) l'emigrato georgiano Georges Odichelidze (1899–1970), ufficiale francese della seconda guerra mondiale. Nino (n. 1920) sposò (1955) l'olandese Peter Claude Holland d'Abo (n. 7 ottobre 1917), dalla cui unione nacque l'attrice franco-britannica ed ex Bond Girl Maryam d'Abo.

## Memorie
Il libro in lingua russa di K'vinit'adze, Le mie memorie dagli anni dell'indipendenza della Georgia, 1917-1921 (Мои воспоминания в годы независимости Грузии, 1917–1921), apparve per la prima volta a Parigi nel 1985 e fu pubblicato in una traduzione georgiana nel 1998. Le memorie del libro furono scritte in gran parte nel 1922, un anno dopo la sovietizzazione della Georgia, e K'vinit'adze fornisce nuovi dettagli e osservazioni personali sugli anni travagliati del 1917-1921. Oltre ad essere una cronaca militare scritta da un partecipante di quegli eventi, le memorie di K'vinit'adze sono un commento politico, che rivolge aspre critiche ai menscevichi, accusandoli di minare lo stato e alienare il popolo georgiano con la loro retorica socialista e internazionalista, l'incompetenza e il fallimento per difendere il paese contro il previsto intervento straniero.
Insieme alle opere storiche di Zurab Avalishvili, le memorie di K'vinit'adze sono considerate tra i migliori resoconti di prima mano della breve indipendenza della Georgia scritti all'estero.